# Warren County, Iowa
Warren County är ett administrativt område i delstaten Iowa, USA, med 46 225 invånare. Den administrativa huvudorten (county seat) är Indianola.

## Geografi
Enligt United States Census Bureau har countyt en total area på 1 485 km². 1 481 km² av den arean är land och 4 km² är vatten.

### Angränsande countyn
- Polk County - norr
- Marion County - öst
- Lucas County - sydost
- Clarke County - sydväst
- Madison County - väst

### Orter
- Ackworth
- Bevington (delvis i Madison County)
- Carlisle (delvis i Polk County)
- Cumming
- Hartford
- Indianola (huvudort)
- Lacona
- Martensdale